# Hippodamia oregonensis
Hippodamia oregonensis – gatunek chrząszcza z rodziny biedronkowatych.
Gatunek ten opisany został po raz pierwszy w 1873 roku przez George’a Roberta Crotcha. Jako miejsce typowe wskazano Oregon.
Chrząszcz o wydłużonym, stosunkowo wąskim i lekko przypłaszczonym ciele długości od 4 do 5 mm i szerokości od 2,7 do 3,6 mm. Przedplecze jest ubarwione czarno z żółto obrzeżonym krawędzią przednią i bocznymi; czarna łata przedplecza nie ma wypustek bocznych ani jasnej plamki u podstawy, natomiast okazjonalnie może mieć szczątkowe, drobne, zbieżne plamki liniowate. Epimeryty śródtułowia są w całości ubarwione żółto. Pokrywy są błyszczące, mają pomarańczowe lub czerwone tło z czarnym wzorem, na który składają się: gruba, poprzeczna przepaska w części nasadowej oraz grube plamy w części dalszej, często ze sobą pozlewane. Boczne brzegi pokryw nigdy nie przybierają barwy czarnej.
Zarówno larwy, jak i imagines są drapieżnikami żerującymi na mszycach (afidofagia).
Owad nearktyczny, rozprzestrzeniony od kanadyjskich Kolumbii Brytyjskiej i Alberty na północy przez Waszyngton, Oregon i Idaho po Utah i Kolorado na południu.